# Josip Martinović
Josip Martinović (* 23. Juli 1989 in Požega, SFR Jugoslawien) ist ein kroatischer Fußballspieler.

## Karriere
Martinović wechselte zur Saison 2012/13 vom NK Mladost Cernik zum Erstligisten Cibalia Vinkovci. Nach zwei Monaten bei Cibalia wechselte er im August 2012 zum NK Slavonija Požega.
Zur Saison 2014/15 kehrte er zu Cibalia Vinkovci zurück, das inzwischen in der 2. HNL spielte. Sein Debüt in der zweithöchsten kroatischen Spielklasse gab er im September 2014, als er am achten Spieltag jener Saison gegen den NK Rudeš in der 60. Minute für Mladen Bartolović eingewechselt wurde.
Im Januar 2015 wechselte Martinović ein zweites Mal zu Slavonija Požega. Zur Saison 2015/16 wechselte er zum österreichischen Regionalligisten SK Vorwärts Steyr.
Mit Steyr stieg er 2018 in die 2. Liga auf. In der Aufstiegssaison 2017/18 kam er zu 29 Einsätzen, in denen er sieben Tore erzielte. Im Juli 2018 debütierte er in der zweithöchsten österreichischen Spielklasse, als er am ersten Spieltag der Saison 2018/19 gegen die SV Ried in der Startelf stand. In jenem Spiel erzielte er den Treffer zum 1:1-Endstand. In dreieinhalb Jahren mit Steyr in der 2. Liga kam er zu 78 Einsätzen, in denen er 13 Tore erzielte. Im Januar 2022 wechselte Martinović zum fünftklassigen UFC St. Peter/Au.